# 조수진 (정치인)
조수진(趙修眞, 1972년 6월 19일~)은 대한민국의 언론인 출신 정치인으로, 제21대 국회의원이다. 정계 입문 이전에는 동아일보에서 오랫동안 기자 생활을 하였다. 이후 정계에 입문해 국회의원(비례대표)에 당선되었다. 본관은 순창군이며 전북특별자치도 익산시 출생이다.

## 생애
조수진은 1972년 6월 19일에 전북특별자치도 익산시에서 태어났다. 어린 시절에 가족들과 함께 전주시로 이주했고 1990년에 전주기전여자고등학교를 졸업했다. 1990년 3월부터 1995년 2월까지 고려대학교 불어불문학과에 재학했으며 1996년 1월에 국민일보에 입사하면서 사회부 기자로 활동했다. 2001년에는 사회에서 소외되어 있던 해외 입양인 문제를 집중 취재하여 대안을 제시하는 한편 이들에 대한 사회적 편견을 바로잡는 데에 기여한 사실을 인정받아 조선일보에서 수여하는 최은희 여기자상을 수상했다.
2004년 4월에 동아일보로 자리를 옮긴 다음에 7년 6개월 동안에 걸쳐 사회부 기자로, 12년 6개월 동안에 걸쳐 정치부 기자로 활동했다. 특히 동아일보 정치부 기자 시절에는 동교동계, 상도동계 인사들과의 인연을 형성해서 "동교동계 수지"라는 별칭으로 부르기도 했다. 2016년 2월 10일부터 5월 27일까지 채널A의 시사 프로그램 직언직설의 진행자를 맡았다. 2016년 8월부터 2017년 7월까지 프랑스 고등사회과학원(EHESS)의 초청 연구원 연수 과정에 참여했고 2017년 8월부터 2020년 3월까지 동아일보 부장급 논설위원으로 활동했다. 2018년 7월부터 2020년 3월까지 동아일보 미디어연구소 부장을 역임하는 한편 채널A의 정치·사회 관련 이슈 해설을 담당했다.
2020년 3월 5일에 동아일보에 사표를 제출하고 미래통합당(현재의 국민의힘)이 대한민국 제21대 국회의원 선거를 앞두고 창당한 비례대표 위성정당인 미래한국당에 입당했다. 미래한국당의 비례대표 후보 공천 과정에서는 원래 1번 후보로 내정되었다가 나중에 5번 후보로 조정되었고 2020년 4월 15일에 실시된 국회의원 선거에서 당선되었다. 2020년 4월부터 같은 해 5월까지 미래한국당 대변인을 역임했다.

## 논란

### 이완구·성완종 이름 궁합 보도 논란
조수진은 2015년 4월 20일에 방송된 채널A 종합뉴스의 여의도 24시 코너에 출연하여 인터넷에서 화제가 된 이완구 국무총리와 성완종 전 새누리당 국회의원 간의 이름 궁합을 주제로 한 글을 보도하면서 "이완구와 성완종 두 사람의 이름 획수를 하나씩 더했는데 90%가 나왔을 정도로 궁합이 높았다. 네티즌들은 두 사람이 서로 사귀는 사이라고 조롱하고 있다."고 보도하여 네티즌들로부터 뉴스 보도 소재로 사용하기에 부적절하다는 비판을 받았다.

### "대깨문·대깨조" 발언 논란
조수진은 2020년 2월 19일에 방송된 채널A 정치데스크에서 제21대 국회의원 선거를 앞두고 있던 더불어민주당의 김남국 후보 공천 문제에 대해 문재인 대통령 지지층을 "대깨문"('대가리(머리)가 깨져도 문재인'이라는 뜻), 김남국 더불어민주당 경기 안산시 단원구 을 예비 후보를 "대깨조"('대가리(머리)가 깨져도 조국'이라는 뜻)라고 비하하는 발언을 하여 논란이 되었다. 방송통신심의위원회 산하 선거방송심의위원회는 2020년 3월 5일에 열린 회의에서 채널A에 대한 행정 지도를 의결했다. 이에 조수진은 YTN라디오 방송을 통해 "대깨문"이라는 용어가 원래 문재인 지지층이 스스로 만든 용어라는 점, 문재인 대통령이 대통령 선거 후보 시절에 있었던 연설 등에서 사용했던 용어라는 점을 지적하면서 자신의 발언을 막말이라고 표현한 것을 이해할 수 없다고 비판했다.

### 재산 11억 원 누락 의혹
조수진 의원은 2020년 4월 15일에 실시된 제21대 국회의원 선거에 출마한 미래한국당 비례대표 후보자로서 재산을 신고하는 과정에서 2019년 12월 31일을 기준으로 18억 5천만 원을 소유했다고 밝혔다. 하지만 2020년 8월 28일에 공개된 국회의원 재산 신고 내역에서는 조수진 의원이 소유한 재산이 약 30억 원에 달하여 11억 5천만 원이 늘어난 것으로 확인되었는데 예금은 6억 2천만 원(2억 원 → 8억 2천만 원), 채권은 5억원(6억 2천만 원 → 11억 2천만 원) 정도 증가했다. 중앙선거관리위원회는 조수진 의원이 선거 후보자 등록 과정에서 재산을 허위로 신고했다는 의혹이 제기되어 사실 관계 확인에 나섰다고 밝혔는데 조수진 의원은 동아일보에 사표를 낸 다음에 미래한국당의 비례대표 후보 공천을 위한 서류를 제출하던 과정에서 벌어진 실수였다고 해명했다.
2020년 9월 23일에는 서울지방경찰청 지능범죄수사대가 조수진 의원에 대해 공직자윤리법 위반 혐의에 관한 수사에 착수했다고 밝혔다. 2020년 10월 14일에는 검찰이 조수진 의원을 허위 사실 공표로 인한 공직선거법 위반 혐의로 불구속 기소했다고 밝혔다. 검찰은 2020년 12월 22일에 배우자의 현금성 자산·아들의 예금을 비롯한 피고인의 재산 신고 내용이 다르다는 사실을 감안하여 고의성이 인정된다고 판단하고 조수진 의원에게 당선 무효형에 해당하는 형벌인 벌금 150만 원을 구형했다. 하지만 서울서부지방법원은 2021년 1월 27일에 열린 재판에서 조수진 의원에 대한 공소 사실이 유죄에 해당된다고 판단했지만 재산 신고 누락이 선거에 영향을 미치지 않았다며 벌금 80만 원을 선고했고 조수진은 의원직을 유지하게 되었다.

### 고민정 후궁 발언 논란
조수진 의원은 2021년 1월 27일에 자신의 페이스북을 통해 "제21대 국회의원 선거에서 더불어민주당 원내대표였던 이인영 의원은 서울 광진구 을 지역구에서 "고민정 후보가 당선되면 전 국민에게 100만 원씩 주겠다."고 발언했는데 조선 시대에 후궁이 왕자를 낳았어도 이런 대우를 받지 못했을 것이다. '권력의 힘'을 업고 당선되었다면 더더욱 겸손해야 한다."라고 발언하여 논란이 되었다. 조수진 의원의 이러한 발언은 문재인 정부의 청와대 대변인을 역임했던 고민정 의원이 "제21대 국회의원 선거에서 오세훈 미래통합당 후보가 서울 광진구 을 지역구 주민들로부터 선택을 받지 못했는데도 조건부 정치를 하는 모습이 아쉽다."라고 발언한 것에 대한 맞대응이기도 했다.
더불어민주당의 허영 대변인은 "조수진 국민의힘 의원은 더불어민주당 소속 여성 국회의원인 고민정을 '조선 시대의 후궁'에 비유하여 성희롱 수준의 역대급 막말을 했다."고 지적하면서 국회의원직 사퇴를 요구했다. 또한 강병원 더불어민주당 의원도 "조수진 의원은 민경욱, 김진태, 나경원으로 이어지는 국민의힘의 막말 DNA를 충실하게 소유했다."고 비판했다. 더불어민주당 전국여성위원회는 성명서를 통해 "조수진 의원의 발언은 국민을 대표하는 정치인을 여성이라는 이유로 성적 대상으로 삼고 있으며 여성이 스스로의 능력으로 정치를 할 수 없다는 여성 혐오 표현을 담고 있다."고 지적하면서 의원직 사퇴를 촉구했다. 고민정 의원이 조수진 의원을 모욕 혐의로 고소하자 조수진 의원은 문제가 된 페이스북 게시글을 삭제하는 한편 고민정 의원에게 사과 메시지를 전했다.

### 밥 한공기 다 먹기 운동
양곡관리법 개정안 대안으로 ‘밥 한 공기 다 비우기 운동’을 벌이겠다고 밝혔다.

## 경력
- 2010. 7. 동아일보 편집국 정치부 차장
- 2016. 8.~2017. 8. 파리 고등사회과학원(EHESS) 초청연구원
- 2018. 1. 동아일보 논설위원실 논설위원(부장)
- 2018. 7.~2020. 3. 동아일보 미디어연구소 부장
- 2020. 4.~2020. 5. 미래한국당 대변인
- 2020. 4. 15. 대한민국 제21대 국회의원 선거 당선(비례대표, 미래한국당, 초선)
- 2020. 7. 미래통합당 박지원 국정원장 후보 청문자문단 청문자문위원
- 2020. 8.~2020. 9. 미래통합당 이상직의원-이스타 비리의혹 진상규명 태스크포스 위원
- 2020. 9. 국민의힘 이상직의원-이스타 비리의혹 진상규명 태스크포스 위원
- 2020. 10.~2021. 3. 국민의힘 4·7 재보궐선거 경선준비위원회 위원
- 2021. 1.~2024. 1. 국민의힘 서울특별시당 양천구 갑 당원협의회 위원장
- 2021. 2. 국민의힘 탈원전 북원전 진상조사특별위원회 위원
- 2021. 3. 국민의힘 중앙위원회 공익제보분과 위원
- 2021. 3.~2021. 4. 국민의힘 4·7재보궐선거 서울특별시장 보궐선거 선거대책위원회 대변인단
- 2021. 6.~2022. 7. 국민의힘 수석최고위원
- 2021. 11.~2021. 12. 국민의힘 선거대책위원회 중앙선거대책위원회 공보단 공보단장 겸 선거대책위원장단 부위원장
- 2022. 5.~2022. 6. 국민의힘 6·1지방선거 시민이 힘나는 선거대책위원회 부위원장
- 2022. 9. 국민의힘 MBC 편파조작방송 진상규명 TF 위원
- 2023. 3.~2023. 12. 국민의힘 최고위원
- 2023. 9. 국민의힘 민생희망특별위원회 위원장

### 의정 활동
- 2020. 5.~2024. 5. 제21대 국회의원(비례대표, 미래통합당→국민의힘, 초선)[A]
  - 2020. 7.~2022. 5. 제21대 국회 전반기 법제사법위원회 위원
  - 2020. 7.~2021. 6. 제21대 국회 전반기 운영위원회 위원
  - 2020. 7.~2024. 5. 국회 글로벌외교안보포럼 구성의원
  - 2020. 7.~2024. 5. 자유경제 포럼 구성의원
  - 2020. 8.~2020. 9. 제21대 국회 대법관(이흥구) 임명동의에 관한 인사청문특별위원회 위원
  - 2020. 10.~2024. 5. 한일의원연맹 감사
  - 2021. 4.~2021. 5. 제21대 국회 국무총리(김부겸) 임명동의에 관한 인사청문특별위원회 위원
  - 2022. 7.~2024. 4. 제21대 국회 후반기 법제사법위원회 위원
    - 제21대 국회 후반기 법제사법위원회 법안심사제2소위원회 위원
    - 제21대 국회 후반기 법제사법위원회 청원심사소위원회 위원

  - 2022. 7.~2022. 7. 제21대 국회 후반기 예산결산특별위원회 위원
  - 2022. 8.~2023. 5. 제21대 국회 형사사법체계개혁특별위원회 위원
  - 2022. 8.~2023. 5. 제21대 국회 후반기 예산결산특별위원회 위원
  - 2022. 11.~2023. 1. 제21대 국회 용산 이태원 참사 진상규명과 재발방지를 위한 국정조사 특별위원회 위원
  - 2023. 6.~2024. 5. 제21대 국회 후반기 예산결산특별위원회 위원
  - 2024. 4.~2024. 5. 제21대 국회 후반기 환경노동위원회 위원

## 저서
- 《50년 금단의 선을 걸어서 넘다》 (저자: 2007 남북정상회담 공동취재단, 호미, 2009년) - 2007년 남북정상회담 취재기
- 《세상은 바꾸고 역사는 기록하라》 (공동 저자: 신동식·조수진·강승아·이은정·강인선·박선이·최현수·박미현·이연섭·이미숙·김순덕·유인화·임도경·최성자·윤호미·류현순·박금옥·남승자·박성희·이정희·김영신, 푸르메, 2013년)
- 《특종의 탄생》 (나남, 2018년)

## 역대 선거 결과
| 실시년도 | 선거   | 대수 | 직책     | 선거구   | 정당       | 득표수       | 득표율          | 순위         | 당락 | 비고 |
| -------- | ------ | ---- | -------- | -------- | ---------- | ------------ | --------------- | ------------ | ---- | ---- |
| 2020년   | 총선   | 21대 | 국회의원 | 비례대표 | 미래한국당 | 9,441,520 표 | \| \| 33.84% \| | 비례대표 5번 |      | 초선 |
|          | 33.84% |      |          |          |            |              |                 |              |      |      |

## 같이 보기
- 대한민국 제21대 국회의원 선거 미래한국당 후보 목록#비례대표